# Экономика благосостояния
Эконо́мика благосостоя́ния (англ. Welfare economics) — раздел экономической науки, который оперирует микроэкономическими подходами и техниками для оценки экономического благосостояния, благополучия, процветания на уровне экономики в целом; в значительной степени касательно обеспечения общего равновесия в экономике между экономической эффективностью и конечным распределением благ.
Важной задачей экономики благосостояния является выработка этических критериев, с помощью которых можно судить, что является желательным и что — должным. Эти критерии являются достаточно субъективными; их истинность или ложность нельзя установить с точностью. Однако, опираясь на логику и эмпирическое знание, можно разработать соответствующие этические критерии и обеспечить «приемлемый уровень» общественного согласия относительно таких критериев.
Попытки применить принципы экономики благосостояния дали начало для возникновения экономики государственного сектора, раздела экономики, занимающейся изучением вмешательства государства с целью повышения общественного благосостояния. Экономика благосостояния также вырабатывает теоретические основы для конкретных мер экономики государственного сектора, в том числе анализ выгод и затрат, тогда как сочетание принципов экономики благосостояния и принципов поведенческой экономики привело к возникновению нового раздела - экономики поведенческого благосостояния.
Область изучения экономики благосостояния тесно связана с двумя фундаментальными теоремами. Первая гласит, что при определенных условиях рынок свободной конкуренции создает эффективные конечные результаты (по Парето); она отражает принцип невидимой руки Адама Смита. Вторая утверждает, что при дальнейших ограничениях любой конечный Парето-эффективный результат может выступать в качестве равновесного состояния конкурентных рынков. Следовательно, для нахождения эффективного конечного результата, обеспечивающего равенство, может быть использована функция общественного благосостояния с системой паушальных трансферов для достижения таким образом конкурентной торговли . Ввиду тесной взаимосвязанности экономики благосостояния с теорией социального выбора, иногда в качестве третьей фундаментальной теоремы упоминается Теорема Эрроу.

## Методология
Традиционная методология данного раздела экономики включает нахождение на начальном этапе функции общественного благосостояния, которая в дальнейшем используется для ранжирования множества экономически достижимых распределений ресурсов по уровню общественного благосостояния, к которому они приводят. Такие функции обычно включают меры экономической эффективности и равенства, хотя большинство недавних попыток количественной оценки общественного благосостояния были сделаны с учетом еще более широкого набора показателей, в том числе экономической свободы (как в случае с подходом возможностей).
Метод научного познания экономики благосостояния отличается от методологии позитивных экономических дисциплин. Данная наука использует в своей основе метод дедуктивного познания, при котором умозаключения строятся на изначальных теоретических положениях с помощью логических выводов. Особую роль в процессе научного познания экономики благосостояния играют внешние факторы воздействия, т. к. данная область сильно зависит от неэкономических факторов. Кроме того, экономика благосостояния пользуется системным подходом, в ходе которого отдельные элементы экономической системы могут быть сами рассмотрены как система.